# Grzegórzki (Varmie-Mazurie)
Grzegórzki est un village de Pologne, situé dans le gmina de Nidzica, dans le powiat de Nidzica, dans la voïvodie de Varmie-Mazurie.

## Source
- (en) Cet article est partiellement ou en totalité issu de l’article de Wikipédia en anglais intitulé « Grzegórzki, Warmian-Masurian Voivodeship » (voir la liste des auteurs).